# Carcen-Ponson
Carcen-Ponson település Franciaországban, Landes megyében. Lakosainak száma 631 fő (2022. január 1.). Carcen-Ponson Bégaar, Beylongue, Carcarès-Sainte-Croix, Lesgor, Rion-des-Landes, Saint-Yaguen és Tartas községekkel határos.

## Népesség
A település népességének változása:
| Lakosok száma | 566  | 556  | 600  | 588  | 649  | 651  | 634  | 632  | 636  | 631  |
|               | 1968 | 1982 | 1990 | 2006 | 2013 | 2015 | 2017 | 2019 | 2020 | 2022 |